# Celama callis
Celama callis är en fjärilsart som beskrevs av Van Eecke 1920. Celama callis ingår i släktet Celama och familjen trågspinnare. Inga underarter finns listade i Catalogue of Life.